# Popeşti (Vrancea)
Pour les articles homonymes, voir Popeşti.
Popeşti est une commune du județ de Vrancea en Roumanie.